# جيمس ك. مين
جيمس ك. مين (بالإنجليزية: James K. Min)‏ هو طبيب أمريكي، ولد في 23 يونيو 1971 في نورمان في الولايات المتحدة.